# Louisa Mercier
Louisa Mercier was een Belgische die voor haar daden in de Tweede Wereldoorlog de titel kreeg van Rechtvaardige onder de Volkeren.
In 1942 werkte Mercier als hoofd van de personeelsdienst in een bedrijf in Leuven. In oktober van dat jaar vroeg een vriendin of ze kon helpen twee Pools-Joodse kinderen te verbergen voor de Duitse bezetter. De zevenjarige Friedel Wiener werd via haar collega Louis Ducoffre geplaatst bij het gezin Desopper, waar ze bleef tot 20 januari 1943, toen de heer Desopper werd gearresteerd en gedeporteerd naar Dachau. Na Desoppers arrestatie hielp ze Friedel een opvangplaats te vinden in een katholiek tehuis in Chimay.
Het twee jaar oude broertje Charles-Raymond Wiener werd in Kessel-Lo verstopt bij Merciers collega Charles Leroy. Louisa Mercier betaalde de kosten voor de medicatie voor het zieke kind.
Op 18 oktober 1942 doken de ouders van de kinderen op, Nathan en Charlotte Wiener, die Louisa Mercier vroegen hen drie dagen te verbergen. Uiteindelijk bleven ze drie weken bij Louisa en haar moeder en zus, tot de Wieners terugkeerden naar Brussel, waar ze na een kort verblijf toch terugkeerden naar Mercier.
Mercier trachtte vruchteloos hen te laten verbergen in een psychiatrisch ziekenhuis in Korbeek-Lo (waar hun vreemde tongval minder zou opvallen), maar vond uiteindelijk een schuilplaats bij Claire Van Reeth. Mercier betaalde de verhuis van hun huisraad. In mei 1943 werd het huis van Claire Van Reeth verkocht, waarna de Wieners terugkeerden naar het gezin Mercier, waar ze verbleven tot het einde van de oorlog. Gedurende de oorlog kwamen de kinderen soms op bezoek. 
Louisa Mercier reisde meerdere keren per maand naar Brussel om aan extra voedselbonnen te raken om de gasten te kunnen voeden. Ze zorgde er ook voor dat er pakketjes met speelgoed en kleren werden verstuurd naar de kinderen. Toen Charlotte Wiener ziek werd, regelde ze een ziekenhuisbed en betaalde alle kosten.
Op 16 december kregen Louisa, haar moeder Céline en haar zus Esther de titel Rechtvaardige onder de Volkeren.